# آلبرتو ساوینو
آلبرتو ساوینو (انگلیسی: Alberto Savino؛ زادهٔ ۱ سپتامبر ۱۹۷۳) بازیکن فوتبال اهل ایتالیا است.
از باشگاه‌هایی که در آن بازی کرده‌است می‌توان به باشگاه فوتبال لچه، باشگاه فوتبال برشا، باشگاه فوتبال ونتزیا، ماترا کالچو، باشگاه فوتبال ناپولی، و باشگاه فوتبال ترنانا اشاره کرد.
وی همچنین در تیم ملی فوتبال Two Sicilies بازی کرده‌است.